# Frontonas
Frontonas település Franciaországban, Isère megyében. Lakosainak száma 2116 fő (2022. január 1.). Frontonas Chamagnieu, Saint-Marcel-Bel-Accueil, Saint-Quentin-Fallavier, Vaulx-Milieu, La Verpillière, Veyssilieu, Villefontaine, L’Isle-d’Abeau és Panossas községekkel határos.

## Népesség
A település népességének változása:
| Lakosok száma | 711  | 1129 | 1379 | 1812 | 1980 | 2030 | 2069 | 2096 | 2120 | 2116 |
|               | 1968 | 1982 | 1990 | 2006 | 2013 | 2015 | 2017 | 2019 | 2020 | 2022 |